# 靳潯
靳潯，字匯九，號廬峰，贵州鎮遠人，清朝政治人物，進士出身。
道光九年（1829年）己丑科進士，二甲七十五名，官刑部主事。